# Clara Chappaz
Pour les articles homonymes, voir Chappaz.
Clara Chappaz, née le 14 juin 1989 à Paris 14e (France), est une femme politique française.
Le 21 septembre 2024, elle est nommée secrétaire d'État chargée de l’Intelligence artificielle et du Numérique dans le gouvernement Barnier avant de devenir, à partir du 23 décembre 2024, ministre déléguée pour le même portefeuille dans le gouvernement Bayrou.

## Biographie

### Origines familiales
Clara Chappaz naît le 14 juin 1989 dans le 14e arrondissement de Paris ; ses parents sont l'entrepreneur Pierre Chappaz et une professeure de physique-chimie de classes préparatoires .

### Formation
Après une classe préparatoire au lycée Saint-Louis à Paris, elle intègre l'ESSEC Business School (promotion 2012). Elle obtient ensuite un MBA à Harvard Business School,. Elle fait partie du cycle 2024-2025 des auditeurs de l'Institut des hautes études de défense nationale.

### Parcours professionnel
Entre 2013 et 2016, elle occupe diverses fonctions au sein de l'entreprise Zalora, plateforme de mode e-commerce en Asie du Sud-Est et filiale du groupe Global Fashion Group (en). Lors de ses études en vue de l'obtention d'un MBA à Harvard Business School à Boston de 2016 à 2018, elle créée sa propre start-up, Lullaby, une place de marché d'occasion pour les produits pour bébés. Elle expérimente également le conseil en stratégie au BCG à New York.
Entre 2019 et 2021, elle est directrice commerciale (Chief Growth Officer puis Chief Business Officer) de la société Vestiaire Collective.
Elle est ensuite directrice de la mission French Tech, administration rattachée à la direction générale des Entreprises, du 1er novembre 2021, au 24 juillet 2024.

### Parcours politique
Le 21 septembre 2024, succédant à Marina Ferrari, elle est nommée secrétaire d'État chargée de l'Intelligence artificielle et du Numérique dans le gouvernement Michel Barnier. Elle est reconduite à cette fonction, en tant que ministre déléguée, le 23 décembre 2024 au sein du gouvernement François Bayrou.
En tant que ministre déléguée chargée de l'Intelligence artificielle et du Numérique, elle lance le 1er juillet 2025 le plan national « Osez l'IA », destiné à accélérer la diffusion de l'intelligence artificielle dans les entreprises françaises. Ce dispositif mobilise plusieurs acteurs publics et économiques, dont Bpifrance et la Mission French Tech.
En juillet 2025, elle est pressentie pour participer à l'élection partielle de la deuxième circonscription de Paris, et affrontera Rachida Dati, ministre de la culture, Michel Barnier, ancien premier ministre et Thierry Mariani, eurodéputé,,.

## Controverses et polémiques
En 2025, le journal Libération indique qu'elle a déclaré auprès de la Haute Autorité pour la transparence de la vie publique détenir (entre autres) 320 000 euros de participations dans des entreprises du numérique, alors qu'elle est ministre du Numérique.
Le 11 janvier 2025, elle déclare dans l'émission C politique sur France 5 que les Français étaient dotés « d'outils qui permettent de s'assurer que les fausses opinions soient sorties des plateformes numériques ». Elle se reprend à la suite de la réaction du présentateur, avouant que sa langue a fourché et qu'elle voulait dire « fausses informations ». 
Le 8 juillet 2025, Clara Chappaz est mise en cause par le journal Le Canard enchaîné qui révèle qu'elle aurait réquisitionné un chauffeur et un véhicule de la préfecture des Bouches-du-Rhône durant une nuit entière pour pouvoir sortir en boîte de nuit, accompagnée de membres de son cabinet, en marge des 25es Rencontres économiques d'Aix-en-Provence.